# Rushmore (film)
Rushmore er en komedie-drama-film fra 1998 instrueret af Wes Anderson om en excentrisk teenager ved navn Max Fischer (Jason Schwartzman), hans venskab med den rige industrimand Herman Blume (Bill Murray), og deres fælles kærlighed til folkeskolelæreren Rosemary Cross (Olivia Williams). Filmen blev af Anderson og Owen Wilson. Soundtracket blev komponeret af Andersons regelmæssige samarbejdspartner Mark Mothersbaugh og indeholder flere sange af bands der er forbundet med British Invasion fra 1960'erne.
Filmen hjalp med at lancere Anderson og Schwartzmans karriere, mens den etablerede en "anden karriere" for Murray som en respekteret skuespiller i independentfilm. Rushmore vandt også Bedste Instruktør og Bedste Mandlige Birolle  priserne på Independent Spirit Awards i 1999, mens Murray fik en Golden Globe nominering for bedste præstation af en skuespiller i en birolle i en Film.

## Medvirkende
- Jason Schwartzman – Max Fischer
- Bill Murray – Herman Blume
- Olivia Williams – Rosemary Cross
- Seymour Cassel – Bert Fischer
- Brian Cox – Dr Nelson Guggenheim
- Mason Gamble – Dirk Calloway
- Sara Tanaka – Margaret Yang
- Stephen McCole – Magnus Buchan
- Connie Nielsen – Pani Calloway
- Luke Wilson – Dr Peter Flynn
- Dipak Pallana – Pan Adams
- Andrew Wilson – Trener Beck
- Marietta Marich – Pani Guggenheim
- Ronnie McCawley – Ronny Blume
- Keith McCawley – Donny Blume
- Hae Joon Lee – Alex
- Adebayo Asabi – Pan Obiomiwe
- Al Fielder – Ernie

## Produktion
Med Rushmore, ønskede Wes Anderson og Owen Wilson at skabe deres egen "lidt forhøjede virkelighed, ligesom en Roald Dahl børnebog ". Ligesom Max Fischer, blev Wilson bortvist fra sin grundskole, St. Mark's School of Texas, i tiende klasse, mens Anderson delte Max's ambition, med manglende akademiske evner, og var forelsket i en ældre kvinde. Anderson og Wilson begyndte at skrive manuskriptet til Rushmore år, før de lavede Bottle Rocket. De vidste, at de ønskede at lave en film, der foregik i en elite grundskole, ligesom St. John's School in Houston i Texas som Anderson havde gået på.  Ifølge direktøren, "En af de ting, der var mest tiltrækkende for os var den oprindelige idé om en 15-årig dreng og en 50-årig mand, der bliver venner og ligemænd". Rushmore was originally going to be made for New Line Cinema
Rushmore var skulle oprindeligt laves af New Line Cinema, men da de ikke kunne blive enige om et budget, holdt Wilson, Anderson og produceren Barry Mendel auktion for filmrettighederne i midten af 1997 og fik en aftale med Joe Roth, daværende formand for Walt Disney Studios. Han tilbød dem et $ budget på 10 mio.

## Casting
Anderson og Wilson skrev Mr. Blume-rollen med Bill Murray i tankerne, men tvivlede på de kunne få manuskriptet frem til ham. Murray's agent var en fan af Andersons første film, Bottle Rocket, og opfordrede skuespilleren til at læse manuskriptet til Rushmore. Murray kunne lide det så meget, at han indvilgede i at arbejde for skala. Skuespilleren blev henledt til Anderson og Wilson's "præcice" skrivning og føltw, at en masse af filmen handlede om "kampen for at bevare høflighed og venlighed over for ekstraordinært smerte. Og jeg har følt en masse af det i mit liv ". Anderson skabt detaljerede storyboards for hver scene, men var åben for Murray's evne til improvisation.
Castinginstruktørne behandlede 1.800 teenagere fra USA, Canada og Storbritannien til rollen som Max Fischer, før de fandt Jason Schwartzman.  I oktober 1997 ca. en måned før første optagedag skulle begynde, mødte en castinginstruktør for filmen den 17-årige skuespiller til en fest takket være hans fætter og filmskaberen Sofia Coppola. Schwartzman kom til hans audition iført en prep-school blazer og et Rushmore patch han selv havde lavet. Anderson nægtede næsten at lave filmen, da han ikke kunne finde en skuespiller til at spille Max, men mente, at Schwartzman "kunne beholde publikums loyalitet selvom han gøre alle de mærkværdige ting, Max skulle gøre". Anderson forstillede sig oprindeligt Max fysisk som dengang Mick Jagger var 15 år, der skille spilles af en skuespiller som Noah Taylor i den australske film Flirting – "en bleg, mager knægt".. Da Anderson mødte Schwartzman, mindede han Anderson meget mere om Dustin Hoffman og besluttede at gå den vej med karakteren. Anderson og skuespilleren tilbragte uger sammen med at tale om karakteren, hvor de arbejdede med håndbevægelser og kropssprog.